# Quartier-Morin
Quartier-Morin (Haitianisch-Kreolisch Katye Moren) ist eine Gemeinde im Département Nord von Haiti.

## Geschichte
Bereits Ende des 17. Jahrhunderts ließen sich französische Siedler unweit des damals bedeutenden Orts Cap-Français (des heutigen Cap-Haïtien) als Pflanzer nieder. Sie hielten Einheimische als Sklaven. Im Jahr 1697 kam es im Gebiet der heutigen Gemeinde Quartier-Morin zu einem Aufstand von 300 Sklaven, der blutig niedergeschlagen wurde.
Um das Jahr 1700 wurde in der Pfarrei Saint-Louis eine Kirche errichtet. Die Pfarrei wurde zu einer Gemeinde, die im Jahr 1780 nach ihrem Besitzer, einem französischen Siedler namens „Morin“, umbenannt wurde.
In ihrer Blütezeit war Quatier-Morin mit über 30 Zuckerfabriken dafür bekannt, den besten Zucker der Ebene um Cap-Haïtien und von ganz Saint-Domingue zu produzieren. Der erste Bambus der Kolonie wurde hier 1759 gepflanzt.
Ende des 18. Jahrhunderts war Quartier-Morin wiederum Schauplatz blutiger Kämpfe, als sich 700.000 Sklaven in Saint-Domingue gegen 70.000 Kolonialherren auflehnten.

## Lage und Beschreibung
Das Gebiet der Gemeinde erstreckt sich von der Baie Caracol an der Atlantikküste als 4 Kilometer breiter Landstrich rund 15 Kilometer in südlicher Richtung in das Landesinnere. Im Nordwesten grenzt die Gemeinde an den internationalen Flughafen Cap-Haitien. Im Osten grenzt sie an die Gemeinde Limonade.
Neben dem Stadtzentrum Ville de Quartier-Morin bestehen zwei Gemeindebezirke:
1. Basse Plaine mit Bois Dos, Bomay, Carrefour la Mort, Chatte-Noire, Défraille, Dugléro, Duplan, Fèbe, Galment, La Rue, Marquis-Marat, Nan Jésus und Ti Charute sowie
2. Morne Pelé mit Barrière-Batant, Berard, Bourjo, Ca Douche, Caimittes, Canne-à-Sucre, Carre, Carrefour Médisant, Clérisse, Dérence, Ducléro, Gradis, Grand Pre, La Combe, La Lande, Lan Moleur, Mazètes, Médisant, Ménard, Nan Noel und Pont Parois.

Die Route Nationale RN-6 verbindet über die Route Nationale RN-3 Quartier-Morin mit Cap-Haïtien im Westen (10 Kilometer) und der Grenze zur Dominikanischen Republik bei Ouanaminthe im Osten (66 Kilometer).

## Persönlichkeiten aus Quartier-Morin
- Antonio Pimentel (1830–1874), dominikanischer Politiker und Präsident der Dominikanischen Republik
- Paul Eugène Magloire (1907–2001), haitianischer General, Politiker und Präsident
- Batcheba Louis (* 1997), haitianische Fußballspielerin
- Nérilia Mondésir (* 1999), haitianische Fußballspielerin